# Iwan Smirnow

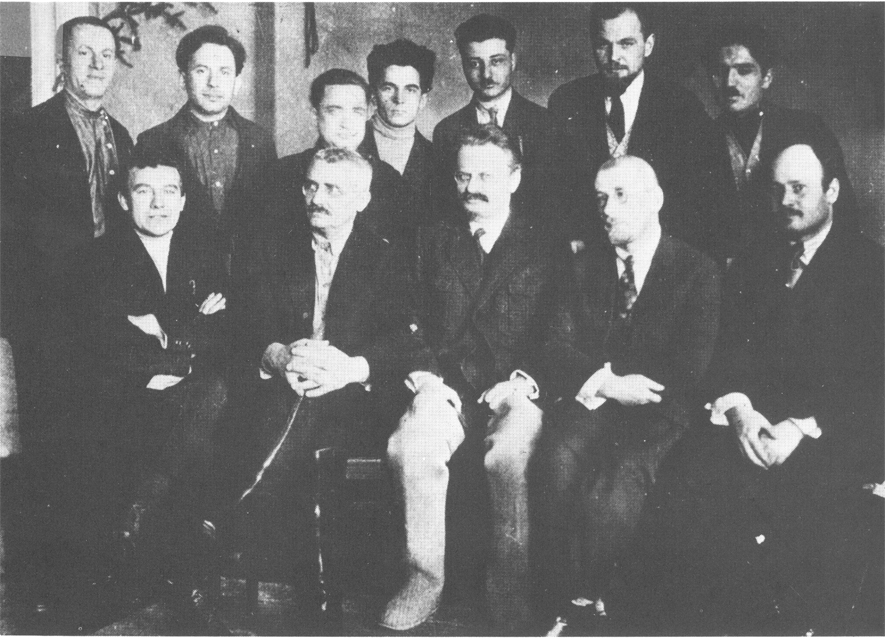
Działacze Lewicowej Opozycji 1927. Pośrodku siedzi Lew Trocki, po lewej Iwan Smirnow, po prawej Ivar Smilga

Iwan Nikiticz Smirnow, ros. Иван Никитич Смирнов (ur. w styczniu 1881 we wsi Gorodiszcze w guberni riazańskiej, zm. 25 sierpnia 1936 w Moskwie) – rosyjski rewolucjonista, bolszewik, zastępca członka i członek Komitetu Centralnego RKP(b) (1919–1922), komisarz ludowy poczt i telegrafów ZSRR (1923–1927), w latach 1923–1927 jeden z przywódców Lewicowej Opozycji w RKP(b) i WKP(b). Ofiara wielkiego terroru w ZSRR.

## Życiorys
Urodził się w rodzinie chłopskiej. Wcześnie utracił ojca, robotnika sezonowego, w wieku ośmiu lat wraz z matką, pracującą jako służąca przeniósł się do Moskwy. Ukończył czteroklasową szkołę miejską, pracował na kolei, potem w fabryce. Uczestnik robotniczego kółka samokształceniowego. W 1899 wstąpił do nielegalnej Socjaldemokratycznej Partii Robotniczej Rosji, aresztowany, po dwóch latach więzienia zesłany na pięć lat do guberni irkuckiej, zbiegł z zesłania.
Został zawodowym rewolucjonistą, wysłany do pracy agitacyjnej SDPRR w Wysznim Wołoczku. Po pół roku aresztowany, spędził następne dwa lata w więzieniu. Uczestnik rewolucji 1905 roku – w początku 1905 działacz frakcji bolszewików SDPRR rejonu lefortowskiego Moskwy, w marcu 1905 znów aresztowany i zesłany do guberni wołogodzkiej. Po manifeście październikowym Mikołaja II amnestionowany powrócił do Moskwy, gdzie prowadził działalność partyjną do 1909, gdy przeniósł się do Sankt-Petersburga. W połowie 1910 aresztowany i zesłany do Kraju Narymskiego guberni tomskiej, skąd uciekł po półtora roku. Od 1912 do początków 1914 pracował nielegalnie w Rostowie, Charkowie i Krasnojarsku. W przeddzień I wojny światowej powrócił do Moskwy. Po pół roku aresztowany, ponownie zesłany do Kraju Narymskiego, gdzie przebywał do końca 1916. Na zesłaniu był jednym z organizatorów i przywódców międzypartyjnego (wraz z mienszewikami i eserowcami)  Związku Wojskowo-Socjalistycznego, zajmującego się agitacją socjalistyczną w garnizonach syberyjskich.
W początku listopada 1916 powołany do wojska, był szeregowym w 18 pułku zapasowym w Tomsku. Po rewolucji lutowej i obaleniu caratu jeden z organizatorów rady delegatów żołnierskich garnizonu tomskiego, członek komitetu wykonawczego (ros. исполком)  rady delegatów robotniczych i żołnierskich w Tomsku. W sierpniu 1917 wyjechał do Moskwy, gdzie zorganizował bolszewickie wydawnictwo Волна (pol. Fala) i kierował nim. W demokratycznych wyborach w grudniu 1917 wybrany na deputowanego do Konstytuanty z okręgu tomskiego z listy partii bolszewików.
W czasie wojny domowej, po buncie Korpusu Czechosłowackiego i opanowaniu przez jego siły Syberii i wschodniej Rosji Europejskiej po Kazań (zajęty przez Czechów 7 lipca 1919) Smirnow został powołany na członka Rewolucyjnej Rady Wojennej utworzonego wówczas Frontu Wschodniego  (28.VIII.1918 – 1.IV.1919) i 5 Armii Czerwonej (od 1.IV.1919 do 10.V.1920). Od 6.IX.1918 do 8.VII.1919 był równolegle członkiem Rewolucyjnej Rady Wojennej RFSRR. W grudniu 1918 został powołany na członka Biura Syberyjskiego KC RKP(b). Jako członek Biura miał kierować bolszewickim podziemiem zbrojnym na Uralu i Syberii i oddziałami Czerwonych Partyzantów, działającym na zapleczu wojsk Kołczaka, zwłaszcza wzdłuż jednotorowej linii Kolei Transsyberyjskiej, stanowiącej jedyną drogę zaopatrzenia i późniejszą oś odwrotu armii Białych. Po przekroczeniu przez Armię Czerwoną pasma Uralu i wkroczeniu na zachodnią Syberię w trakcie kontrofensywy przeciw wojskom Białych admirała Aleksandra Kołczaka i dalszych operacji - 24.VII.1919 zajęto Czelabińsk - Smirnow został w sierpniu 1919 mianowany na przewodniczącego Biura Syberyjskiego KC RKP(b), od 27 sierpnia 1919 równolegle na przewodniczącego utworzonego wówczas trzyosobowego Syberyjskiego Komitetu Rewolucyjnego (ros. Sibrewkom).
Energiczna koordynacja przez Smirnowa działań bolszewickiego podziemia na Syberii (i równolegle działań politycznych wobec syberyjskich eserowców i mienszewików) z działaniami regularnych sił Armii Czerwonej przyczyniła się zasadniczo do szybkiej klęski wojsk Kołczaka, która nastąpiła pomiędzy październikiem a grudniem 1919. 14 listopada 1919 padł Omsk, stolica Kołczaka, zaś 4 stycznia 1920 admirał abdykował w pociągu ewakuacyjnym na trasie Kolei Transsyberyjskiej. Następnie po wydaniu w ręce lokalnych eserowsko-mienszewickich władz w Irkucku i przejęciu z ich rąk władzy w mieście przez bolszewików został rozstrzelany 4 lutego 1920, na rozkaz z Moskwy. Posunięciami politycznymi na obszarze Syberii kierował Smirnow jako przewodniczący Biura Syberyjskiego RKP(b) z szerokimi pełnomocnictwami wynikającymi z pozostałych pełnionych funkcji (członka Rewwojensowieta 5 Armii i przewodniczącego Syberyjskiego Komitetu Rewolucyjnego) i koordynował je z działaniami militarnymi.
Po upadku Kołczaka Smirnow jako przewodniczący Sibrewkomu i tajnego Biura Syberyjskiego RKP(b) z siedzibą w Omsku do końca sierpnia 1921 administrował zajętymi terenami Syberii. Odprawił do Moskwy pod konwojem pociąg ze złotem Banku Państwowego Imperium Rosyjskiego, przejętym od Korpusu Czechosłowackiego w Irkucku. Na zajętym terenie Smirnow bezwzględnie tłumił zarówno pozostałą po armii Kołczaka partyzantkę jak powstania chłopskie (Tiumeń, Ałtaj), które zaczęły wybuchać po otwartym przejęciu władzy na Syberii przez bolszewików i wprowadzaniu systemu komunistycznej gospodarki wojennej (w szczególności przymusowych kontyngentów żywnościowych).
W kwietniu 1920 organizował powołanie marionetkowej Republiki Dalekiego Wschodu, wobec zajmowania przez wojska japońskie Zabajkala i chęci uniknięcia przez Rosję Sowiecką otwartego konfliktu militarnego z Japonią. Marionetkowa republika, ze stolicą początkowo w Wierchnieudinsku, a od października 1920 w Czycie obejmowała terytorium wschodniosyberyjskich obwodów Imperium Rosyjskiego: zabajkalskiego, nadmorskiego, kamczackiego i amurskiego. Miała być państwem buforowym pomiędzy Rosją Sowiecką a Chinami i Japonią, o ustroju demokratycznym i kapitalistycznym systemie gospodarczym, co przewidywała uchwalona przez zgromadzenie ustawodawcze 6 kwietnia 1920 konstytucja republiki.
W lipcu 1920 Republika Dalekiego Wschodu rozpoczęła rozmowy z władzami  japońskimi, w których zobowiązała się, że ustrój komunistyczny nie zostanie przyjęty w republice, Armia Czerwona nie będzie dopuszczona na jej terytorium, a własność i prawa obywateli Japonii będą zachowane. 17 lipca zostało zawarte na tych zasadach porozumienie z Japończykami, 25 lipca rozpoczęła się ewakuacja wojsk japońskich z Zabajkala, zakończona 15 października 1920.
Armia Czerwona pod flagą wojsk Republiki Dalekiego Wschodu rozbiła siły Białych na Zabajkalu dowodzone przez Grigorija Siemionowa (lipiec-październik 1920). Pomiędzy czerwcem a sierpniem 1921 Armia Czerwona pod flagą własną i wojsk RDW rozbiła wojska barona Romana von Ungern-Sternberga w Mongolii. On sam został wzięty do niewoli 20 sierpnia 1921. Operację nadzorował Smirnow.
Działania na Zabajkalu były koordynowane przez Syberyjski Komitet Rewolucyjny kierowany przez Smirnowa. Ewakuacja wojsk japońskich z Zabajkala w październiku 1920 (pozostały jedynie we Władywostoku) oznaczała koniec zagranicznej interwencji militarnej w Rosji, zaś likwidacja sił Ungern-Sternberga - faktyczne wykluczenie zagrożenia ze strony Białych na Syberii. Po likwidacji zagrożenia ze strony Ungerna i jego ujęciu, Smirnow został 29 sierpnia 1921 odwołany z funkcji przewodniczącego Syberyjskiego Komitetu Rewolucyjnego i przewodniczącego Biura Syberyjskiego RKP(b). Z uwagi na rolę, jaką odegrał w rozbiciu sił Białych, przedstawiany był jako „zwycięzca nad Kołczakiem”, a z uwagi na zakres samodzielnej władzy Sibrewkomu na Syberii -  jako „syberyjski Lenin”. Równolegle do funkcji na Froncie Wschodnim, 23 marca 1919 Smirnow został wybrany na VIII zjeździe RKP(b) na zastępcę członka Komitetu Centralnego (jako jeden z ośmiu), na IX zjeździe na członka Komitetu Centralnego (w dziewiętnastoosobowym składzie), na X zjeździe ponownie wybrany na zastępcę członka, funkcję sprawował do 27 marca 1922. W 1922 rozważano jego kandydaturę na stanowisko sekretarza generalnego RKP(b), którym ostatecznie został Józef Stalin.
Od listopada 1921 do lutego 1922 pełnił funkcje w Piotrogrodzie jako sekretarz odpowiedzialny Biura Północno-Zachodniego RKP(b), wiceprzewodniczący komitetu wykonawczego rad guberni piotrogrodzkiej i wiceprzewodniczący Północno-Zachodniej Rady Komisarzy Ludowych. Od kwietnia 1922 do lipca 1923 – członek Prezydium WSNCh RFSRR, w tym pomiędzy wrześniem 1922 a 1923 wiceprzewodniczący WSNCh, zajmował się rekonstrukcją przemysłu zbrojeniowego. Od 6 lipca 1923 do 12 listopada 1927 komisarz ludowy poczt i telegrafów ZSRR. Od grudnia 1922 do grudnia 1927 członek Centralnego Komitetu Wykonawczego (CIK) ZSRR.
Od 1923 jeden z przywódców Lewicowej Opozycji w RKP(b) i WKP(b). W 1923 podpisał Oświadczenie Czterdziestu Sześciu, w 1927 Oświadczenie Osiemdziesięciu Trzech. Po śmierci Lenina publicznie domagał się usunięcia Stalina z funkcji sekretarza generalnego partii bolszewickiej. Za przynależność do opozycji, po demonstracjach opozycyjnych w rocznicę rewolucji październikowej (7 listopada 1927), 12 listopada 1927 został usunięty ze stanowiska komisarza ludowego, w grudniu 1927 uchwałą XV zjazdu WKP(b) – także z partii.
31 grudnia 1927 postanowieniem Narady Specjalnej (OSO) przy Kolegium OGPU skazany na trzy lata zesłania, które odbywał w mieście  Nowo-Bajazet w Armeńskiej SRR. W październiku 1929 złożył deklarację odstąpienia od opozycji, odwołany z zesłania, w maju 1930 przywrócony do członkostwa w WKP(b). W latach 1929–32 kierował zjednoczeniem (trustem) Saratowkombajnstroj, od 1932 naczelnik wydziału nowych inwestycji Ludowego Komisariatu Przemysłu Ciężkiego ZSRR, którym kierował Sergo Ordżonikidze.
14 stycznia 1933 aresztowany przez OGPU w związku z tzw. sprawą Riutina, ponownie wykluczony z WKP(b) 16 kwietnia 1933. Skazany przez OSO OGPU na pięć lat więzienia. Karę odbywał w  politizolatorze w Suzdalu.
Wiosną 1936 został wytypowany przez Stalina do składu oskarżonych w planowanym procesie pokazowym Grigorija Zinowjewa i Lwa Kamieniewa (tzw. sprawa zjednoczonego antysowieckiego bloku trockistowsko-zinowiewowskiego). Proces miał być mistyfikacją NKWD, mającą udowodnić istnienie w ZSRR masowego spisku o charakterze terrorystycznym, pod przywództwem byłych przywódców partii bolszewickiej – starych bolszewików, związanych z różnymi grupami wewnątrzpartyjnej opozycji sprzeciwiającej się po śmierci Lenina przejęciu pełni władzy w RKP(b)-WKP(b) przez Stalina i związaną z nim grupę. Rzekomy masowy spisek był potrzebny Stalinowi do rozpętania kampanii masowego krwawego policyjnego terroru wobec kadr partii bolszewickiej i państwa sowieckiego, a także wobec całego sowieckiego społeczeństwa. Terror miał doprowadzić do usunięcia wszelkich alternatywnych, potencjalnych ośrodków władzy – niepodporządkowanych dyktatorowi i pełnej atomizacji społeczeństwa. Proces pokazowy Zinowiewa-Kamieniewa i towarzyszy w intencji Stalina miał stać się zapalnikiem masowej czystki i terroru lat 1936-1939, określanych w historiografii jako Wielki Terror, lub wielka czystka. Natomiast egzekucja skazanych miała legitymizować krwawy terror wobec przywódców i działaczy partii bolszewickiej, dotychczas niestosowany.
Smirnow, przewieziony w kwietniu 1936 z izolatora w Suzdalu do więzienia NKWD w Moskwie w czasie rozpoczętych przesłuchań odmawiał uczestnictwa w mistyfikacji. 8 maja rozpoczął trzynastodniową głodówkę protestacyjną, po jej zakończeniu kontynuował opór wobec przesłuchujących. W lipcu 1936 pokazano mu aresztowaną córkę Olgę i skonfrontowano z aresztowaną również drugą żoną Aleksandrą Safonową, która namawiała go do udziału w pokazowym procesie. NKWD zagroziło egzekucją bliskich. Smirnow miał odpowiedzieć Safonowej, że chce tylko umrzeć w spokoju. Zgodził się jednak ostatecznie na udział w publicznym procesie, w zamian za oszczędzenie życia bliskich. Ostatecznie Smirnow zgodził się na udział w procesie pokazowym, który rozpoczął się 19 sierpnia 1936. W trakcie procesu potwierdził, że należał do kierowniczego centrum trockistów w ZSRR. Zeznał, że w 1931 spotkał się z synem Trockiego Lwem Siedowem w Berlinie, w 1932 otrzymał list od Trockiego i otrzymał od niego instrukcje co do terroru, natomiast kategorycznie zaprzeczył udziałowi w przygotowywaniu czy dokonywaniu aktów terrorystycznych. W trakcie przesłuchania przez Andrieja Wyszynskiego na procesie publicznie zakwestionował istnienie „centrum trockistowsko-zinowjewowskiego”, będącego przedmiotem procesu. Wyszynski twierdził, że Smirnow kierował grupą trockistowską z izolatora w Suzdalu, używając tajnego kodu. Żadnego dowodu na poparcie tej tezy nigdy nie przedstawiono. W ostatnim słowie Smirnow ponownie zaprzeczył swemu udziałowi w jakichkolwiek działaniach terrorystycznych. Potępił jednak Trockiego, stosunkowo łagodnie, jako wroga „stojącego po tej stronie barykady”.
24 sierpnia 1936 o 2.30 nad ranem skazany na śmierć z zarzutu o udział w kontrrewolucyjnej organizacji terrorystycznej. Odmówił przedstawienia prośby o łaskę (złożone prośby innych skazanych nie zostały uwzględnione) i został stracony 25 sierpnia 1936. Według relacji przed egzekucją był spokojny i dzielny, miał powiedzieć: Zasłużyliśmy na to, bo zachowaliśmy się niegodnie w czasie procesu.  Ciało Iwana Smirnowa skremowano w krematorium na Cmentarzu Dońskim, prochy pochowano anonimowo.
Zrehabilitowany 13 czerwca 1988 postanowieniem plenum Sądu Najwyższego ZSRR.
Odznaczony Orderem Czerwonego Sztandaru.

## Rodzina
Pierwsza żona, Roza Michajłowna Smirnowa, od 1933 była więziona w izolatorze w Wierchnieuralsku. W 1936, wraz z innymi opozycjonistami skierowana do łagru  Uchtpieczłag  (ros. Ухтпечлаг)  w Workucie. 5 stycznia 1938 postanowieniem trójki  NKWD obwodu archangielskiego skazana na śmierć. Stracona 9 maja 1938 w kopalni Workuta.
Córka – Olga już w 1927 wykluczona z Komsomołu  za działalność opozycyjną, aresztowana przez OGPU 15 stycznia 1933 z zarzutu o udział w organizacji kontrrewolucyjnej, skazana przez OSO OGPU na trzy lata obozu koncentracyjnego, karę odbywała w politizolatorze w Suzdalu, 3 stycznia 1936 postanowieniem OSO przy Kolegium NKWD ZSRR zesłana na trzy lata do Kazachskiej SRR, ponownie aresztowana 6.04.1936 w związku ze sprawą ojca, 6 listopada 1936 skazana przez Kolegium Wojskowe Sądu Najwyższego ZSRR na śmierć, stracona. Rehabilitowana 19.04.1990 przez plenum Sądu Najwyższego ZSRR.
Druga żona – Aleksandra Nikołajewna Safonowa w kwietniu 1933 skazana na trzy lata zesłania do Azji Środkowej, w lipcu 1936 przywieziona na Łubiankę do Moskwy na konfrontację z mężem, w sierpniu 1936 świadek oskarżenia na procesie Zinowjewa-Kamieniewa, następne 20 lat spędziła w łagrach, w 1956 w oświadczeniu do Prokuratury Generalnej ZSRR stwierdziła, że zarówno jej zeznania, jak i zeznania Zinowjewa, Kamieniewa, Mraczkowskiego, Jewdokimowa  i  Ter-Waganiana „w 90 procentach nie odpowiadają rzeczywistości”. W 1958 została uwolniona.